# Anne Marie Louise van Orléans
Anne Marie Louise van Orléans, hertogin van Montpensier, bekend als la Grande Mademoiselle (Parijs, 29 mei 1627 – aldaar, 5 april 1693) was een volle nicht van koning Lodewijk XIV van Frankrijk.

## Levensloop
Ze was een dochter van Gaston van Orléans, de broer van koning Lodewijk XIII en van Maria van Bourbon-Montpensier. 
Haar moeder stierf bij haar geboorte en liet haar het grootste fortuin van Frankrijk na. Ze werd daardoor hertogin van Montpensier, dauphine van Auvergne en prinses van Dombes en Joinville. 
Als dochter van Monsieur, de broer van de koning, werd ze Mademoiselle genoemd. Onder de regering van Lodewijk XIV kreeg de bijnaam la Grande Mademoiselle om haar te onderscheiden van de dochter van de nieuwe Monsieur, Filips van Orléans de broer van Lodewijk XIV. Ze was inderdaad opvallend groot van gestalte.
In 1646 kwam de 14-jarige Italiaan Giovanni Battista Lulli, een beschermeling van de graaf van Guise, bij haar in dienst als manusje-van-alles. Hij gaf haar Italiaanse les en in ruil daarvoor stimuleerde zij zijn muzikale ontwikkeling, zodat hij kon uitgroeien tot de beroemde componist en dirigent Jean-Baptiste Lully.
Zij nam deel aan La Fronde tegen de koning, waarvan ook haar vader deel uitmaakte. Ze liet het kanon van de Bastille richten op de koninklijke troepen om Condé te beschermen tijdens de Slag bij de faubourg Saint-Antoine. Toen deze campagne was mislukt, werd Anne-Marie in 1657-1681 gravin van Eu in Normandië, door aankoop van het graafschap van Guise.
La Grande Mademoiselle kreeg verscheidene huwelijksaanzoeken maar achtte zichzelf te goed om te trouwen. Zowel haar vader als Lodewijk XIV wilden niet dat ze met buitenlandse prinsen zou huwen, omdat haar enorme vermogen niet in vreemde handen zou komen. Zelf hoopte ze op een - onmogelijk - huwelijk met Lodewijk XIV. Toen de geschikte tijd voor een huwelijk allang voorbij was, knoopte zij een relatie aan met een edelman beneden haar stand, Antoine Nompar de Caumont, hertog van Lauzun uit Gascogne. Haar voorgenomen huwelijk werd door Lodewijk belet, en Lauzun, die zijn ongenoegen niet voor zich kon houden, werd tien jaar lang in de citadel van Pinerolo opgesloten (waar op dat moment ook Nicolas Fouquet zat). Wellicht om Lodewijk gunstig te stemmen deed Anna Maria afstand van verschillende bezittingen ten voordele van de bastaarden van Lodewijk (de bezittingen waren eigenlijk al overgedragen aan Lauzun, die eerst weigerde te tekenen).
Het graafschap Eu werd in 1681 afgestaan aan Lodewijk August van Bourbon, hertog van Maine, een natuurlijke zoon van Lodewijk XIV. Ook het prinsdom Dombes en het hertogdom Aumale ging naar Maine over. Lauzun komt vrij en mocht uiteindelijk met de Grande Mademoiselle trouwen - om haar meteen te verwaarlozen en aan het hof andere rokken te jagen. Het werd een ongelukkig huwelijk.